# Tesla Roadster (2007)
Tesla Roadster – elektryczny samochód sportowy klasy kompaktowej produkowany pod amerykańską marką Tesla w latach 2008 – 2012.

## Historia i opis modelu

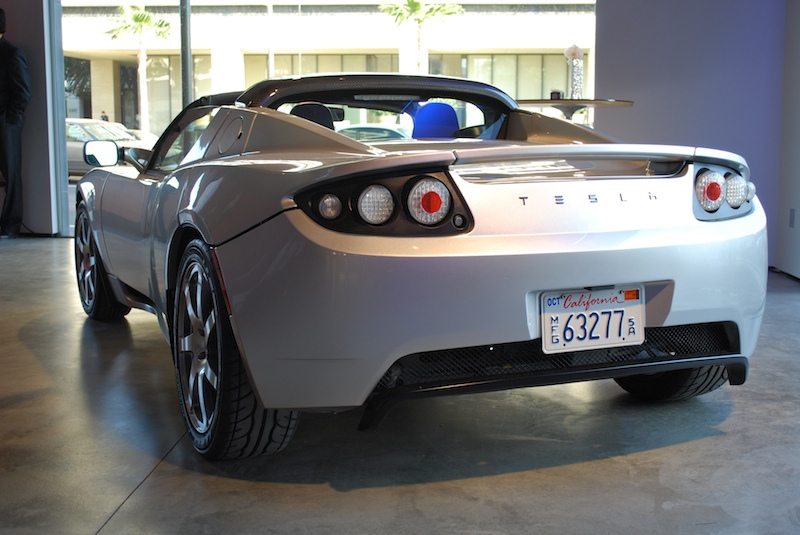
Tesla Roadster - tył

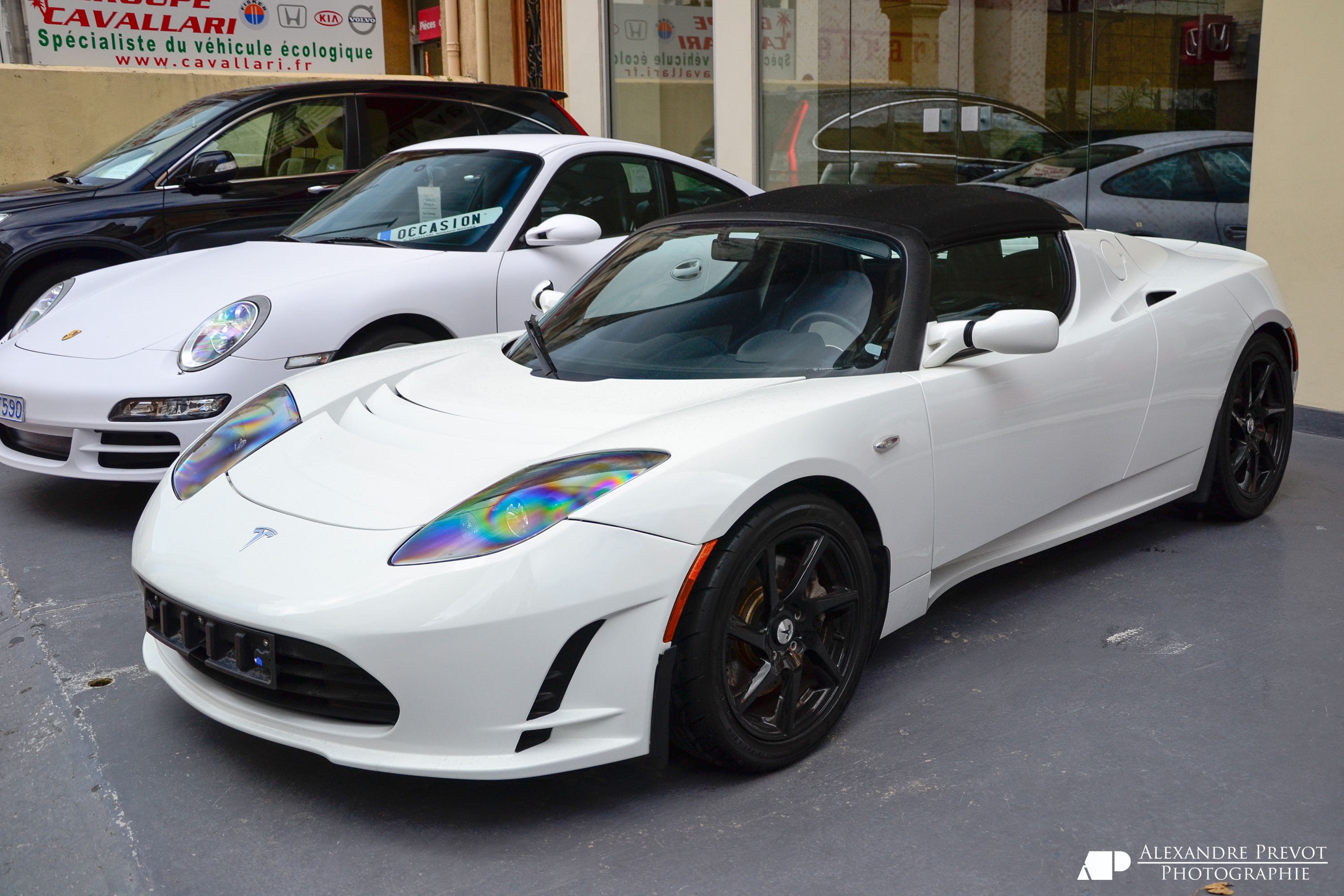
Tesla Roadster 2.5

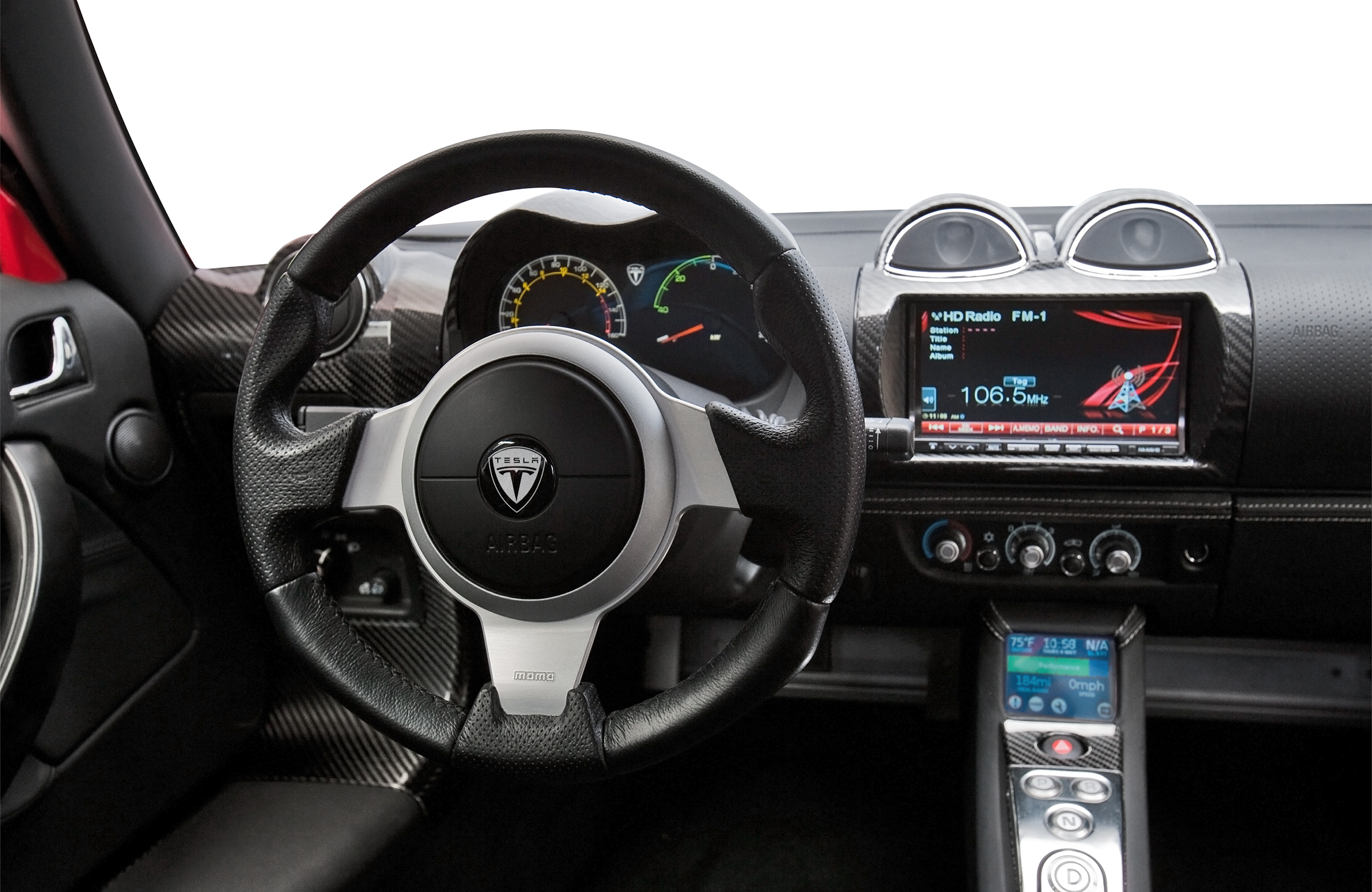
Tesla Roadster - kokpit

Samochód został zaprojektowany jako pierwszy produkcyjny pojazd Tesli. Do budowy Roadstera nawiązano współpracę z brytyjskim  Lotusem, korzystając z rozwiązań technicznych lekkiego spalinowego samochodu sportowego Lotus Elise. Oba pojazdy posiadają w ten sposób dużą liczbę wspólnych części takich jak przednia szyba, poduszki powietrzne czy elementy deski rozdzielczej oraz zawieszenia. Maskę przyozdobiły charakterystyczne wloty powietrza.
Przy takich samych proporcjach nadwozia, Tesla Roadster wyróżniała się z kolei wysoko umieszczonymi jednoczęściowymi reflektorami, a także wielosoczewkowymi lampami tylnymi pod zintegrowanym kloszem. Obszerne zmiany zyskał także kokpit w kabinie pasażerskiej, gdzie w centralnym punkcie umieszczono dotykowy wyświetlacz.

### Sprzedaż
W czerwcu 2007 roku zamówionych zostało 560 egzemplarzy. Pierwsze seryjnie wyprodukowane sztuki pojawiły się w pierwszym kwartale 2008 roku. Do czerwca 2010 roku sprzedano 1200 egzemplarzy. 
Produkcja Tesli Roadster zakończyła się w styczniu 2012 roku. Zgodnie z założeniami, powstało łącznie ok. 2,5 tysiąca sztuk elektrycznego roadstera.

### Dane techniczne
Według producenta, pojazd jest w stanie przyspieszyć od 0 do 100 km/h w czasie poniżej 4 sekund, a jego prędkość maksymalna wynosi 210 km/h. Na w pełni naładowanych bateriach litowo-jonowych zasięg samochodu wynosi 394 km.
- Moc maksymalna: 250 KM (185 kW)
- Maksymalne obroty: 13 000 rpm
- Wydajność średnia 90%, 80% dla mocy maksymalnej

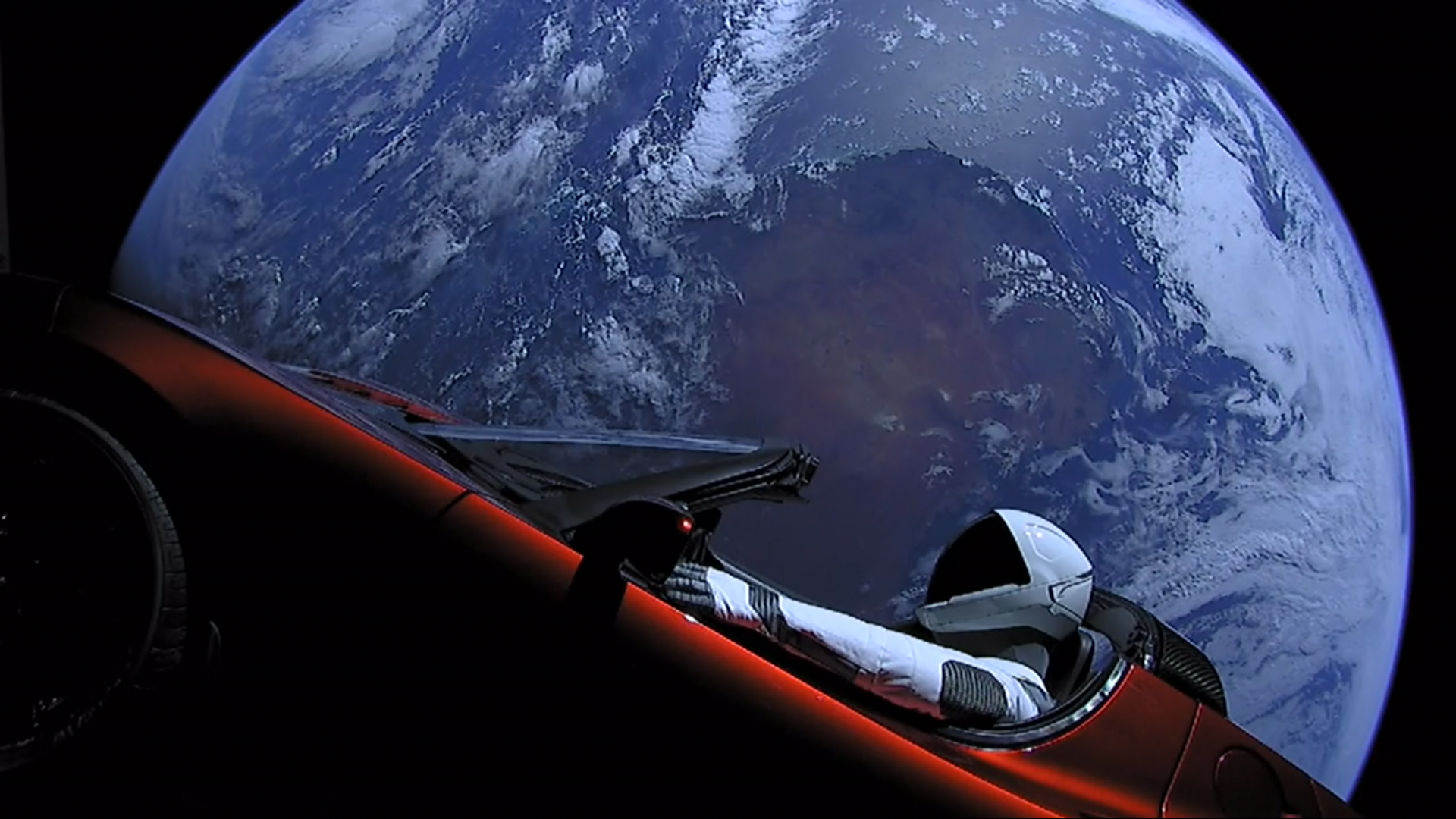
Tesla Roadster na orbicie

- Przyspieszenie 0-100km/h: 3,9 s.
- Prędkość maksymalna/: 201 km/h
- Zasięg: 394 km
- Typ: litowo-jonowe
- Liczba pojedynczych ogniw: 6831
- Czas pełnego ładowania: 3,5 h
- Pojemność: 53 kWh

## W kosmosie
6 lutego 2018 roku egzemplarz samochodu Tesla Roadster został wystrzelony, jako ładunek rakiety Falcon Heavy, na orbitę okołosłoneczną. Stał się tym samym czwartym pojazdem samochodowym w przestrzeni kosmicznej (po trzech Lunar Roving Vehicle używanych w programie Apollo).